# La Hougue des Géonnais
La Hougue des Géonnais est un dolmen, situé dans la paroisse de Saint-Ouen, route de Vîncheles de Hault et rue des Géonnais, sur l'île Anglo-Normande de Jersey. 

## Toponymie
La Hougue est un mot jèrriais et cotentinois qui signifie également en langue normande locale une « butte » (ailleurs en Normandie la forme est hogue cf. les Hogues) et est issu du vieux norrois haugr « tas, butte ». Les Géonnais est une variante locale du mot « Jonets » qui était le nom du lieu-dit situé dans la paroisse de Saint-Ouen.

## Description
La Hougue des Géonnais est un dolmen à couloir avec un long passage à ciel ouvert débouchant sur une large chambre funéraire. Il fut en partie détruit par les carriers extrayant les pierres environnantes. Le site fut dégagé et le dolmen excavé en 1929. Des fouilles archéologiques plus récentes effectuées entre 1985 et 1990, ont révélé une chambre en forme de "D" qui a été élargie pour former une chambre rectangulaire ouverte probablement à l'époque néolithique. Lors de ces fouilles, furent mises au jour, des poteries, des grattoirs en silex, des pointes de flèches brisées et des meules.
Il existe deux autres dolmens à couloir à Jersey (Le Mont de la Ville, La Pouquelaye de Faldouet) qui disposent de grandes chambres ouvertes. Les chambres de ces monuments ne peuvent pas avoir été couvertes par des dalles de couverture, car les orthostates sont trop petits pour avoir soutenu de telles dalles d'une telle grandeur pour couvrir ces chambres. Il est concevable que ces chambres eurent des toits en bois, mais les fouilles récentes menées à La Hougue des Géonnais n'ont pas permis de confirmer cette hypothèse. 